# Kagok (Banjaran)
Kagok is een bestuurslaag in het regentschap Majalengka van de provincie West-Java, Indonesië. Kagok telt 1623 inwoners (volkstelling 2010).